# مصفاة جدة
مصفاة جدة هي مصفاة بترول تابعة لشركة أرامكو السعودية، تقع في مدينة جدة. بطاقة تكرير تبلغ 100،000 ألف برميل يومياً، (16000 م3 / يومياً).
تم إغلاقها في الـ 18 من شهر نوفمبر 2017 وتحويل موظفيها لمصافي أرامكو الأخرى.